# Archidiocèse de Tororo

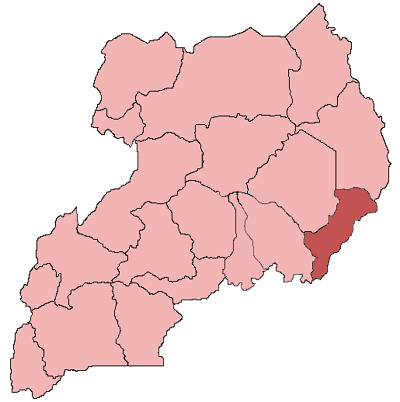
Situation géographique de l'archidiocèse.

L'archidiocèse de Tororo (Archidioecesis Tororoensis) est un territoire ecclésial sous la juridiction de l'Église catholique dont le siège est à Tororo en Ouganda. Son archevêque actuel est Mgr Denis Kiwanuka Lote.

## Territoire
L'archidiocèse comprend les districts de Bukwa, Manafwa, Butaleja, Kapchorwa, Mbale, Sironko et Tororo, dans la région orientale de l'Ouganda, à la limite du Kenya.
Le siège de l'archevêque est à la cathédrale des Martyrs de l'Ouganda, à Tororo, dans la paroisse de Nyangole. La cathédrale a été construite en 1981.
Le territoire est subdivisé en quarante paroisses.

## Diocèses suffragants
- Diocèse de Jinja (en),
- Diocèse de Kotido,
- Diocèse de Moroto,
- Diocèse de Soroti (en).

## Historique
C'est le 13 juillet 1894 qu'est érigé le vicariat apostolique du Haut-Nil à partir d'une portion de territoire du vicariat apostolique du Victoria-Nyanza, aujourd'hui archidiocèse de Kampala. Il est confié aux missionnaires de Mill Hill. Le territoire fait alors partie des colonies de l'Empire britannique. La première paroisse est celle de Saint-Antoine fondée en 1901 à Budaka par le P. Christopher Kirk mhm, dans l'actuel district de Pallisa.
Les deux premiers prêtres d'origine ougandaise du territoire sont ordonnés en 1939.
Le 15 juin 1925 et le 10 juin 1948, il cède des portions de son territoire à l'avantage de la nouvelle préfecture apostolique de Kavirondo (aujourd'hui archidiocèse de Kisumu) et du vicariat apostolique de Kampala (aujourd'hui diocèse de Jinja (en)).
Le 10 mai 1951, il change de nom, devenant le vicariat apostolique de Tororo.
Le 25 mars 1953, le vicariat est élevé en diocèse, selon la bulle Quemadmodum ad Nos de Pie XII.
Le 29 novembre 1980, il cède une portion de son territoire à l'avantage du nouveau diocèse de Soroti (en).
Le 2 janvier 1999, le diocèse est élevé au rang d'archidiocèse métropolitain par la bulle Cum Ecclesia de Jean-Paul II.
L'archidiocèse possède 7 écoles maternelles catholiques, 347 écoles primaires, 25 écoles secondaires, 11 écoles techniques, et un établissement de formation pour les futurs enseignants. Ces chiffres ne concernent pas les établissements fondés par le diocèse et qui se trouvent aujourd'hui sous l'administration du diocèse de Sorori.

## Liste des ordinaires
- Henry Hanlon, M.H.M. † (17 juillet 1894 - 17 novembre 1911)
- Johannes Biermans, M.H.M. † (24 avril 1912 - 1925)
- John William Campling, M.H.M. † (13 mai 1925 - février 1938)
- John Reesinck, M.H.M. † (29 mars 1938 - mars 1951)
- John Francis Greif, M.H.M. † (1er mai 1951 - 17 août 1968)
- James Odongo (19 août 1968 - 27 juin 2007), premier évêque d'origine ougandaise
- Denis Kiwanuka Lote (27 juin 2007 - 2 janvier 2014)
- Emmanuel Obbo, A.J. (depuis le 2 janvier 2014)

## Statistiques
L'archidiocèse comptait d'après l'annuaire pontifical de 2011, à la fin de l'année 2010, sur une population de 3 030 000 personnes: 665 000 baptisés, correspondant à 21,9 % du total.

## Adresse postale
Plot 17 Boma Avenue, P.O. Box 933, Mbale, Ouganda

## Sources
- Cet article est partiellement ou en totalité issu de l'article intitulé « Liste des évêques et archevêques de Tororo » (voir la liste des auteurs).